# John Thune
John Randolph Thune (ur. 7 stycznia 1961 w Pierre, Dakota Południowa) – amerykański polityk, senator ze stanu Dakota Południowa (wybrany w 2004), członek Partii Republikańskiej. W latach 1997–2003 był przedstawicielem stanu Dakota Południowa w Izbie Reprezentantów Stanów Zjednoczonych, a jesienią 2004 roku został wybrany senatorem Stanów Zjednoczonych z Dakoty Południowej. Zdobywając swoje miejsce w Senacie w wyborach roku 2004 Thune pokonał Toma Daschle, senatora od 1986 i przewodniczącego senatorów Partii Demokratycznej (od 1994). Po zaciętej kampanii Thune wygrał większością 4508 głosów, zdobywając ogółem 51% głosów.

## Odznaczenia
- Navy Distinguished Public Service Award (2017)[1]